# خالد البطش
خالد البطش قيادي سياسي فلسطيني، يعتبر من رموز حركة الجهاد الإسلامي المقاومة للاحتلال الإسرائيلي. دخل بسبب نضاله السجون المصرية والإسرائيلية والفلسطينية، ومثل حركته في مناسبات وطنية كثيرة.

## المولد والنشأة
ولد خالد عاشور علي البطش عام 1961 في جباليا النزلة (قطاع غزة) بفلسطين، ونشأ في عائلة محافظة ومزارعة تعد من أقدم العائلات الغزية، اشتهر والده بالإصلاح بين الناس وحل مشاكلهم، وساهمت في مقاومة الاحتلال فقدمت العديد من الشهداء.

## الدراسة والتكوين
أنهى البطش دراسة المراحل الأساسية والثانوية في مدارس جباليا، ثم انتقل إلى مصر عام 1980 لإكمال تعليمه الجامعي في تخصص الاقتصاد.
حصل في عام 1986 -خلال وجوده في مصر- على درجة البكالوريوس في الاقتصاد من جامعة بيروت العربية، وبعد أكثر من عقدين التحق بجامعة العالم الأميركية لنيل درجة الدكتوراه.

## الوظائف والمسؤوليات
أسس البطش وأدار مركز إيلياء للصحافة، وشارك في إنشاء عدة مؤسسات أهلية وشعبية، ومثل حركة الجهاد الإسلامي في لجنة المتابعة للقوى الوطنية والإسلامية مدة ثمانية أعوام.
نال عضوية لجنة مقاومة الاستيطان، ولجنة سكرتاريا القوى الوطنية والإسلامية خلال 1997-2000، ومثل حركته في جميع مباحثات التهدئة مع الاحتلال، سواء كانت هذه المباحثات مع القوى الفلسطينية أو مع المصريين.

## التجربة السياسية
بدأ البطش مسيرته السياسية أثناء دراسته الجامعية في مصر، حيث تعرف على حركة الجهاد الإسلامي والتحق بالكوكبة الأولى المؤسسة لها، فاعتقلته السلطات المصرية عام 1986 على خلفية نشاطه الطلابي والسياسي ورحلته عن أراضيها.
عاد إلى فلسطين وبعد شهور انخرط في فعاليات الانتفاضة الأولى أواخر 1987، وسجل فيها حضورا جماهيريا واسعا من خلال الخطب والمحاضرات والمشاركة في المسيرات، فسجنته سلطات الاحتلال عدة مرات.
اعتقله جهازا الشرطة والمخابرات الفلسطينيان خمس مرات بعد قيام السلطة الوطنية الفلسطينية عام 1994، بناءً على اتفاق أوسلو الموقع مع إسرائيل 1993.
شارك -ممثلا لحركة الجهاد الإسلامي- في جميع لقاءات الحوار الداخلي الفلسطيني في غزة والقاهرة، وفي لجان الصياغة للعديد من البيانات والوثائق التي صدرت عن هذه الجلسات.
وبالتوازي مع حياته السياسية، كانت للبطش نشاطات خيرية واجتماعية واسعة بينها بناء المساجد والمدارس في قطاع غزة، ودور ملموس في لجان الإصلاح المجتمعي، كما سجل حضورا في
العمل الدعوي والخطابة على منابر مساجد القطاع.
وضعت إسرائيل اسمه على لائحة شخصيات المقاومة الفلسطينية التي تسعى لتصفيتها جسديا، وفي كل حرب تشنها على قطاع غزة يبرز اسم البطش كأحد المستهدفين بالاغتيال في أي لحظة.